# Bagnell
Bagnell – miejscowość w Stanach Zjednoczonych, w stanie Missouri.
Liczba mieszkańców w 2000 roku wynosiła 86.